# (21119) 1992 UJ
1992 يو جاي (ويعرف أيضًا باسم (21119) 1992 يو جاي وفق تسمية الكوكب الصغير) (بالإنجليزية: 1992 UJ)‏ هو كويكب ضمن حزام الكويكبات؛ وترتيبه 21119 من حيث الاكتشاف.
اكتُشف هذا الجُرم الفلكي بواسطة هيروشي كانيدا في 19 أكتوبر 1992.

## وصلات خارجية
- (21119) 1992 UJ في قاعدة بيانات مختبر الدفع النفاث لأجرام النظام الشمسي الصغيرة

- الاكتشاف · مخطط المدار ·  العناصر المدارية · المعلمات المادية

- (21119) 1992 UJ على موقع ويكي سكاي: DSS2, SDSS, GALEX, IRAS, Hydrogen α, X-Ray, Astrophoto, Sky Map, Articles and images